# Burg Thimo
Die Burg Thimo, auch „Thimoburg“ oder Burgstall Thiemendorf, ist eine sehr kleine abgegangene Spornburg im Ortsteil Thiemendorf der Gemeinde Heideland im Saale-Holzland-Kreis in Thüringen.

## Lagebeschreibung und Zugang
Von Ortsmitte mit der Kirche her führt eine Straße in nördlicher Richtung zum Nachbarort Buchheim.
Vor dem Ortsausgang macht diese Straße (Thimoburgstraße) eine halbkreisförmige Kurve in den Richtungen NO/N/NW. Direkt an der Ostseite dieser Straßenbiegung beginnt der „Trebnitzer Grund“, der sich nach Osten zum Elstertal hinzieht. Das kleine schmale Tal hat hier im oberen Talbereich extrem steile Hänge und wird von einem kleinen Bach durchflossen, der viel weiter östlich in die Weiße Elster münden wird. Etwa 100 m östlich und unterhalb genannter Straßenkurve teilt sich das Minital in zwei kleine obere Enden (Beginne dieses Tales) auf, die sich hier spitzwinklig treffen. Hier treffen sich daher zwei kleine Bäche die von genannter Straße kommend sich nun vereinigen zu dem kleinen Bach des Trebnitzer Grundes. Der von beiden oberen „Tälchen“ gebildete spitzwinklige Bergsporn ist mit seiner Spitze daher nach Osten ausgerichtet. Der Sporn liegt wenig tiefer als genannte Straße und ist von dieser mitten in der Kurve über einen Trampelpfad nach Osten über einen schmalen Feldstreifen erreichbar. Das bewaldete Burgareal ist (bezüglich der Täler) daher etwa dreieckig, auf dem Burgplateau etwa trapezförmig. Südhang und Nordhang fallen extrem steil ab und bedurften daher keines Schutzes mit Gräben oder Wällen.
Die gefährdete Westseite des Burgareals, die schätzungsweise 50 m östlich der Straße und etwa 10 m tiefer liegt, wurde in S-N-Richtung durch einen einzigen (nur mäßig großen) Halsgraben geschützt, der künstlich angelegt wurde.
Etwa 10 m nördlich des abzweigenden Trampelpfades zweigt ein Feldweg/Waldweg nach Osten am Nordteil genannter Straßenkurve ab, der nach Osten an der Nordflanke des Trebnitzer Grundes verläuft. Wegen der steilen Talhänge kann der Bergsporn von diesem Weg aus nicht (ungefährlich) erreicht werden.
Der Zugang zum Bergsporn erfolgt also nur an der Westseite oder für Wanderer (mit großem Aufwand) von Osten her über die Talsohle des Trebnitzer Grundes.
Die Lage der Burg ist erstaunlich, denn sie liegt tiefer als der hiesige Nordteil des Ortes und hatte (offenbar) auch keine Aussicht auf das umgebende Gelände, da sie tiefer liegt als nördliches, westliches und südliches angrenzendes Umland. Das schmale Tal nach Osten ist bewaldet und lang, so dass auch hier kein Fernblick bestanden haben kann. Insofern erklärt sich die Lage der Burg nur aus der einfach zu schützenden Burgstelle. Die Westseite des Areals mit dem Halsgraben ist nur etwa 10 m breit.

## Geschichte
Die Bergzunge am nordöstlichen Dorfende von Thiemendorf zwischen Schindergraben und Seitenschlucht war mit der Thimoburg bebaut. Die kleine Spornburg stammt aus dem 12. Jahrhundert.
Historisch belegte Namen/Flurnamen sind hier „Haus“, „Hausacker“ und „Haushölzern“.
In den Jahren 1833 und 1929 fanden bereits Ausgrabungen statt, wobei auch der Keller freigelegt wurde.
Bei Sanierungsarbeiten in den Jahren 1972 und 1973 durch eine Bürgerinitiative (legte man nochmals den Keller frei) und gestaltete das heutige Umfeld.
Die Timoburgstraße im Ortsteil erinnert an die Burgstelle. Von der ehemaligen Burganlage ist noch ein Abschnittsgraben erhalten.
Die Ausgrabungen 1833 und 1929 stehen höchstwahrscheinlich mit dem Altertumsforschenden Verein des Museum Reichenfels in Zusammenhang, weswegen Vereinsmitglied Werner Radig Burgstall Thiemendorf 1951 kurz erwähnte. Insofern sei in seiner Literatur auf die Literatur zu den Vereinsgrabungen (S. 45 in „Burgstatt Steitz“) hinzuweisen, die wohl mehr Infos zu Thiemendorf enthält.

## Rekonstruktionsversuch
Die bei Sven Ostritz abgebildete (wohl historische) Rekonstruktionszeichnung (Abb. 31/S. 52) zeigt eine kleine etwa quadratische Anlage. Eine Seite wird begrenzt durch ein langgestrecktes palasartiges Wohngebäude aus Erdgeschoss und Obergeschoss mit Satteldach. An dieses schloss ein rechteckiger Burghof an, der von einer Mauer umfasst war (Ringmauer). In der parallel zum Wohngebäude liegenden Mauer befand sich ein einfaches Burgtor. An der Burgecke – linkerhand des Tores – befand sich ein rechteckiger kleiner Eckturm. Dem Tor vorgelagert waren zwei parallele Halsgräben. Brücken bzw. Zugbrücke passierten die Halsgräben.
Nach Ostritz ist die dem Ort zugewandte Seite der Burg durch einen großen Abschnittsgraben geschützt, der zwei tiefe natürliche „Wasserrisse“ (Nebentäler) verbindet.

## Aktueller Zustand (2025)
Auf dem etwa trapezförmigen Burgareal findet man Mauerwerksteile geringer Höhe (Grundmauern ca. 0,5 m hoch) an der Nordwestecke der Anlage an der westlichen Innenseite der Umfassungsmauer freiliegend, wohl durch Grabungen bedingt. Unmittelbar westlich davor liegt der nur etwa 2–3 m breite Halsgraben geringer (heutiger) Tiefe.
An der NO-Ecke des Areals ist ein Kellerraum rechteckigen Formates (ohne abdeckendes Gewölbe) durch die oben genannte Grabung/Restaurierung freigelegt. Dieser Raum hat Mauerwerk (Außenmauer der Burg an deren Nordseite) welches noch etwa 2–3 m hoch ist (praktisch Grundmauern/Fundamente der Nordmauer). In diesen ehemaligen Kellerraum führen mehrere (originale?) Treppenstufen, von Süd nach Nord absteigend, an dessen Südostecke.
Der Halsgraben der Westseite schneidet die Burg an der gefährdeten Westseite vom Vorland ab, das nach Westen (zur „Thimoburgstraße“ zu) leicht ansteigt. In der Mitte des etwa 10 m breiten Halsgrabens führt heute ein Pfad auf einem „Damm“ als Weg an die Westseite der ehemaligen Burg heran. Der offenbar einzige historische Zugang zur kleinen Burg. Vor dem Halsgraben der Westseite scheint sich kein vorgelagerter Wall befunden zu haben, oder er wurde durch den hiesigen Feldstreifen komplett durch Beackerung beseitigt. Weitere Gräben und Wälle sind nicht sichtbar und es wäre für solche kein Platz und keine Notwendigkeit dagewesen. Die schützenden Hänge an N-Seite und S-Seite sind extrem steil.
Ausgehend von der Rekonstruktionszeichnung bei Sven  Ostritz befindet sich der längliche rechteckige Kellerraum im Nordteil des ehemaligen Wohngebäudes/Hauptgebäudes an dessen Nordflanke (innen). Ein Gewölbedach hat er möglicherweise nie gehabt. Gewölbereste sind nicht erhalten. Er hatte wohl eine Balkendecke.
Die Innenseite der Nordmauer dieses Kellerraumes weist teilweise sehr große grob behauene Natursteine (wohl Sandstein) auf. Westmauer, Südmauer und Ostmauer dieses Kellerraumes sind etwa 1–1,5 m hoch erhalten/freigelegt.
Das genannte langgestreckte schmale Wohngebäude (laut der Rekonstruktionszeichnung bei Sven Ostritz) bildete mit seiner langen Seite die Ostseite der Burg.
Weitere Mauerteile oder Bauwerke sind (oberirdisch) nicht erhalten.
Das kleine Burgplateau ist recht waagerecht planiert erhalten.